# Liste der Musikwettbewerbe (Klassik)
Die Liste der Musikwettbewerbe (Klassik) soll alle Musikwettbewerbe im Bereich Klassische Musik zusammenfassen.

## Belgien
- Concours Reine Elisabeth, Brüssel, abwechselnd Klavier, Violine, Gesang, Cello, alle zwei Jahre Komposition
- Musica Antiqua, Brugge, historische Musikinstrumente: abwechselnd Cembalo, Fortepiano, Gesang, Kammermusik und weitere Soloinstrumente
- International Arthur Grumiaux Competition for Young Violinists (Namur, Belgium)

## Deutschland

### Gesangswettbewerbe
- Internationaler Schubert-Wettbewerb Dortmund, LiedDuo (Gesang – Klavier)[1]
- Bundeswettbewerb Gesang Berlin für Oper/Operette/Konzert oder Musical/Chanson
- Competizione dell’ Opera, Gesangswettbewerb, Dresden
- Deutscher Chorwettbewerb
- Europäischer Operngesangswettbewerb DEBUT
- Internationaler Gesangswettbewerb Alexander Girardi, Coburg
- Internationaler Gesangswettbewerb der Kammeroper Schloss Rheinsberg
- Internationaler Gesangswettbewerb Neue Stimmen der Bertelsmann Stiftung
- Internationaler Gesangswettbewerb Vocal genial der Konzertgesellschaft München
- Internationaler Robert-Schumann-Chorwettbewerb (Zwickau)
- Internationaler Wettbewerb für Liedkunst, Stuttgart, Liedduo (Gesang – Klavier)
- Internationaler Gesangswettbewerb Immling[2]
- Internationaler Gesangswettbewerb für Kirchenmusik Cantate Bach, Greifswald[3]

### Gitarre
- Internationaler Gitarrenwettbewerb des Kunstinstituts BAJA, Templin
- International Guitar Competition & Festival Berlin, Berlin

### Kammermusik
- Deutscher Musikwettbewerb, Wettbewerb für Solo- und Kammermusikkategorien sowie Komposition, Bonn und jeweils eine andere Stadt im Wechsel
- Europäischer Kammermusikwettbewerb Karlsruhe
- International Pablo Casals Cello Competition, Kronberg Academy, Kronberg im Taunus und Frankfurt am Main
- Internationaler Instrumentalwettbewerb Markneukirchen, Markneukirchen
- Internationaler J.M. Sperger Wettbewerb für Kontrabass
- Internationaler Kammermusikwettbewerb Hamburg, für Streichquartett und Klaviertrio, Hamburg
- Internationaler Musikwettbewerb Pacem in Terris, Bayreuth
- Lions Jugend-Kammermusik-Wettbewerb, Ingolstadt

### Klavierwettbewerbe
- Internationaler Schubert-Wettbewerb Dortmund, Klavierwettbewerb
- Beethoven Competition Bonn for Piano, Bonn, Klavierwettbewerb
- Bremer Klavierwettbewerb
- Grotrian-Steinweg Klavierspielwettbewerb, Braunschweig
- International Piano Competition for Young Pianists Kronberg
- International Bachelor Piano Award, Düsseldorf, Klavierwettbewerb
- Internationaler Bitburger Klavierwettbewerb[4][5][6]
- Internationaler Carl Bechstein Klavierwettbewerb
- Internationaler Klavierwettbewerb Ettlingen[7]
- Internationaler Klavierwettbewerb Leipzig - Die jungen musikalischen Löwen
- Internationaler Robert-Schumann-Wettbewerb für Klavier und Gesang (Zwickau)
- Kissinger Klavierolymp
- MozARTe International Piano Competition Aachen
- Nationaler Bach-Wettbewerb Köthen (Klavier)
- Rotary Klavierwettbewerb Jugend, Essen
- TONALi Klavierwettbewerb, Hamburg
- Internationaler Deutscher Pianistenpreis, Frankfurt am Main[8]
- Internationaler Klavierwettbewerb Wiesbaden[9]
- Der Internationale Klavierwettbewerb „Clavis“ in Bad Tölz-Reichersbeuern[10]

### Komposition
- Deutscher Musikwettbewerb, Wettbewerb für Solo- und Kammermusikkategorien sowie Komposition, Bonn und jeweils eine andere Stadt im Wechsel
- Jugend komponiert
- Ensemblia – Internationaler Kompositionswettbewerb
- Günter-Bialas-Kompositionswettbewerb, München
- Hans-Stieber-Preis, Halle
- Harald-Genzmer-Kompositionswettbewerb, München
- Internationaler Rachmaninov-Kompositionswettbewerb
- Preis für Komponisten und Interpreten „Blaue Brücke“
- Siegburger Kompositionswettbewerb
- TONALi Kompositionswettbewerb, Hamburg
- Mauricio Kagel Kompositionswettbewerb, Wien

### Orgel
- Eberhard-Friedrich-Walcker-Preis, Schramberg
- Internationaler Orgelwettbewerb Wuppertal
- Internationaler Wettbewerb der Barockmusik „Clavis Antica“
- Internationaler Wettbewerb für Orgelimprovisation, Schwäbisch Gmünd
- Philipp-Wolfrum-Wettbewerb, Heidelberg

### Violinwettbewerbe
- Alois-Kottmann-Preis, Internationaler Wettbewerb für Violinisten, Hofheim am Taunus und Frankfurt am Main
- Internationaler Joseph Joachim Violinwettbewerb, Hannover
- Internationaler Max-Rostal-Wettbewerb für Violine und Viola, Berlin
- Internationaler Violinwettbewerb Henri Marteau, Lichtenberg und Hof
- Internationaler Violinwettbewerb Leopold Mozart in Augsburg
- TONALi Violinwettbewerb, Hamburg
- Internationaler Wettbewerb Szymon Goldberg für Violine und Viola[11]
- Internationaler Anton Rubinstein Wettbewerb – Violine Junior, Düsseldorf[12]

### Sonstige
- Deutscher Musikwettbewerb, Wettbewerb für Solo- und Kammermusikkategorien sowie Komposition, Bonn und jeweils eine andere Stadt im Wechsel, jährlich ca. 12 Kategorien
- Felix Mendelssohn Bartholdy-Preis
- Internationaler Aeolus Bläserwettbewerb
- Internationaler Akkordeonwettbewerb Klingenthal
- Internationaler Instrumentalwettbewerb Markneukirchen
- Internationaler Johann-Sebastian-Bach-Wettbewerb, Leipzig
- Internationaler Musikwettbewerb der ARD, München, ursprünglich reiner Klavierwettbewerb, heute diverse Kategorien
- Internationaler Schubert-Wettbewerb Dortmund
- Jugend musiziert
- Lions Musikpreis, wechselnde Wettbewerbskategorien
- Rising Stars Grand Prix – International Music Competition, Berlin, www.risingstars-grandprix.com
- TONALi, Klavierwettbewerb (2016), Violinwettbewerb (2017), Cellowettbewerb (2018), Klavierwettbewerb (2019)
- Treffen Junge Musik-Szene

## Finnland
- International Jean Sibelius Violin Competition, Helsinki

## Frankreich
- Concours de harpe Lily Laskine, Paris
- Concours international de piano d'Orléans
- Concours internationaux de la Ville de Paris für verschiedene klassische Instrumente, Jazzpiano und Geigenbau

## Großbritannien
- Leeds International Piano Competition[13]
- Oxford: Bampton Classical Opera Wettbewerb für Junge Sänger (Young Singers' Competition)

## Israel
- The International Harp Contest in Israel, Tel Aviv/Jerusalem
- Arthur Rubinstein International Piano Master Competition Klavierwettbewerb, Tel Aviv

## Italien
- Internationaler Klavierwettbewerb Ferruccio Busoni, Bozen
- Premio Paolo Borciani, Reggio nell’Emilia[14]
- Gian Battista Viotti International Music Competition, Vercelli
- Premio Internazionale Accademia Musicale Chigiana Accademia Musicale Chigiana in Siena
- Premio Trio di Trieste, Triest, Italien, Kammermusik
- Premio Paganini in Genua

## Kanada
- Montreal International Musical Competition

## Luxemburg
- Concours international d’orgue de Dudelange, Orgelwettbewerb, Düdelingen/Dudelange

## Niederlande
- Internationaler Orgelimprovisationswettbewerb Haarlem

## Österreich
- Gradus ad Parnassum, jährlich im Oktober/November, in einem anderen Bundesland
- Internationaler Beethoven Klavierwettbewerb Wien, findet alle 4 Jahre statt.
- Internationaler Cesti-Wettbewerb, Barockoper, findet seit 2010 jährlich, im Rahmen Innsbrucker Festwochen der Alten Musik statt.
- Internationaler Feurich Wettbewerb[15] für Klavier, Gesang, Kammermusik und Komposition Wien, jährlich
- Internationaler Fritz-Kreisler-Wettbewerb, Violinwettbewerb, Wien
- Internationaler Gesangswettbewerb „Klassik-Mania“,[16] Wien
- Internationaler Hans-Gabor-Belvedere-Gesangswettbewerb, Wien
- Internationaler Johann Heinrich Schmelzer Wettbewerb, Melk[17]
- Internationaler Hilde-Zadek-Gesangswettbewerb, Wien
- Internationaler Gitarrewettbewerb, findet seit 1996 jährlich, im Rahmen des Forum Gitarre Wien statt, Wien
- Internationaler Gitarrenwettbewerb „Karl Scheit“, findet seit 1998 alle 4 Jahre statt, Wien
- Internationaler Mozartwettbewerb, Salzburg, u. a. für Gesang, Violine und Piano
- Internationaler Kammermusikwettbewerb Franz Schubert und die Musik der Moderne, Kammermusikwettbewerb in Graz, findet alle 3 Jahre statt
- Jugend komponiert
- Prima la Musica, Landes- und Bundeswettbewerbe für Kinder und Jugendliche bis 19, jährlich
- Wiener Jugend Internationaler Klavierwettbewerb, in Wien, findet seit 2016 jährlich statt.

## Polen
- Chopin-Wettbewerb, Klavierwettbewerb
- Internationaler Henryk-Wieniawski-Violinwettbewerb
- Lutoslawski International Cello Competition

## Rumänien
- Bucharest International Music Competition, Bukarest
- George Enescu International Piano Competition, Bukarest
- Cluj International Music Competition, Cluj-Napoca
- „Ioan Goia“ International Music Competition, Iași

## Russland
- Moscow International David Oistrakh Violin Competition, Moskau[18]
- Internationaler Rotary-Musikwettbewerb
- Offener nationaler Igumnow-Wettbewerb für junge Pianisten, Lipezk
- Tschaikowski-Wettbewerb, wechselnde Wettbewerbskategorien

## Schweiz
- Concours de Genève, Genf
- Concours Géza Anda, Zürich, Klavierwettbewerb
- Concours Nicati, Bern, Interpretationswettbewerb für zeitgenössische Musik der Schweiz
- Musikwettbewerb Laupersdorf
- ORPHEUS – Swiss Chamber Music Competition
- Internationaler Clara-Haskil-Klavierwettbewerb, Vevey
- The Vendôme Prize

(Verbier)
- TONALi Competition

## Spanien
- Maria Canals International Music Competition
- Paloma O’Shea Santander International Competition, Klavierwettbewerb

## Tschechien
- Internationaler Antonín-Dvořák-Wettbewerb, Wettbewerb für junge Sängerinnen und Sänger in den Fächern Lied und Oper
- Internationaler Kocian-Wettbewerb, alljährlich nach Jaroslav Kocian benannter Wettbewerb für junge Violinisten

## Ungarn
- Esztergom International Guitar Festival, Esztergom
- Simándy József International Singing Competition, Szeged

## Vereinigte Staaten
- Gina Bachauer International Artists Piano Competition, Salt Lake City, Klavierwettbewerb
- Van Cliburn International Piano Competition, Klavierwettbewerb
- William-Kapell-Klavierwettbewerb, Maryland
- NTD International Piano Competition (New York, US)[19]

## International
- Internationaler Gesangswettbewerb für Wagnerstimmen, wird weltweit von wechselnden Wagner-Verbänden oder -Gesellschaften durchgeführt (bisher Straßburg, Saarbrücken, Bayreuth, Venedig)
- Hong Kong International Conducting Competition[20]